# Rumajla
Rumajla (arab. رميلة) – miejscowość w Syrii, w muhafazie Aleppo. W 2004 roku liczyła 3507 mieszkańców.